# Ciberliteratura
La ciber literatura, literatura digital o literatura electrónica designa a aquellas obras literarias creadas específicamente para el formato digital -principalmente, aunque no sólo, para Internet-, y que no podrían existir fuera de este. No es ciber literatura o literatura digital, por tanto, lo que se encuentra en una biblioteca virtual, ni tampoco, en sentido estricto, la narrativa lineal que se crea para internet, puesto que esa misma literatura podría presentarse en formato de libro.[cita requerida] No deben confundirse con la ciberliteratura los libros que se traducen al formato pdf para la posible lectura de los mismos a través de un medio digital, ya que estos existen fuera del formato digital.
La "ciber literatura" o "literatura electrónica" no debe confundirse con la ciencia ficción, género literario que toma los avances tecnológicos futuros como tema (y no como forma o medio, o al menos no necesariamente), ni con el ciberpunk, rama de la ciencia ficción que combina cibernética y ciertos rasgos del punk, apuntando a cambios que desembocan normalmente en cierto grado de disolución social.

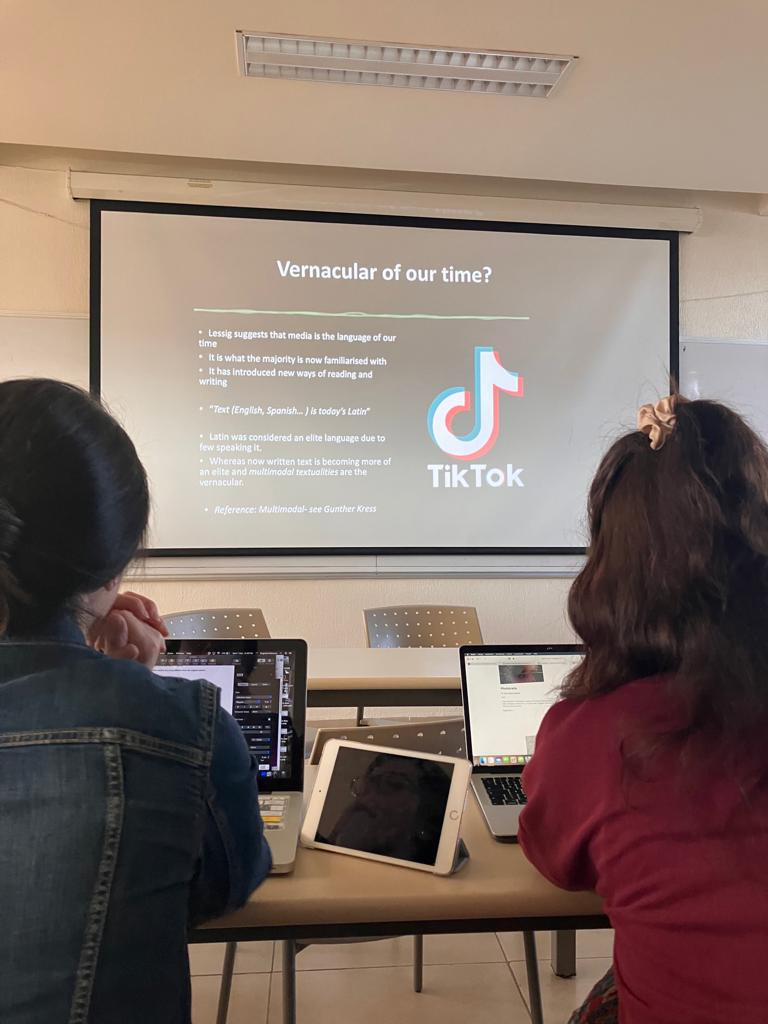
Clase de E-Lit en la Unidad de Posgrado UNAM, CDMX.

## Clases
La ciber literatura es un fenómeno relativamente reciente (sus primeras manifestaciones se remontan a los años 80) y está siempre en proceso de transformación, con la aparición de nuevos géneros. Además, la propia evolución técnica de internet y la aparición de nuevas tecnologías y herramientas la modifican constantemente. Por lo tanto es difícil prever su evolución en el futuro.
Pueden distinguirse varios géneros principales en la ciber literatura:
- La literatura generativa consiste en la generación de textos de forma aleatoria, con la intención de crear efectos estéticos. Este proceso se realiza sin la intervención original de un autor humano, permitiendo que la máquina informática combine palabras según ha sido programada. Esta técnica ha sido utilizada antes del desarrollo de la IA generativa de textos.[1]
- La narrativa hipertextual: Se denomina hiperficción o narración hipertextual a las narraciones mediante hipertexto, es decir, compuestas por un conjunto de fragmentos de texto (que algunos llaman lexías) relacionados entre sí por enlaces. A su vez la narrativa hipertextual se subdivide en:
  - Hiperficción constructiva (también llamada escritura colaborativa)
  - Hiperficción explorativa
  - Narrativa hipermedia.
- La "ciber poesía", "poesía electrónica" o "poesía digital": obras en las que predomina el elemento estético, lírico o sugestivo y que emplean alguno de los medios que las nuevas tecnologías ponen a su disposición. La ciberpoesía ha sido considerada heredera de las vanguardias del siglo XX, utilizando muchas veces sus mismas estrategias (aleatoriedad, reutilización de textos encontrados, textos colaborativos, cut ups), pero sacando provecho de las potencialidades de lo digital.[cita requerida] Entre los géneros más importantes de la ciberpoesía cabe citar:
  - Poesía hipertextual (similar a la narrativa hipertextual)
  - La "poesía en movimiento"[cita requerida]
  - La holopoesía (poesía tridimensional sobre medios holográficos)
  - La poesía virtual (textos tridimensionales, interactivos, navegables por intermedio de interfaces de realidad virtual o aumentada).
- El "Ciberdrama", concepto aún poco definido y que se refiere, principalmente, a aquellas realidades virtuales en las que el usuario debe adoptar una personalidad, a través de un avatar, e interactuar con otros avatares en un entorno virtual. En el campo de la ludología, representada por ejemplo por Janet Murray este concepto se aplica a todo juego de ordenador en el que el usuario adopta una identidad distinta a la suya, incluso cuando no interactúa con otros jugadores.

## Obras destacadas
- Christopher Strachey. Love letter generator. 1952 [2]
- Joan Brossa, Sextina cibernètica. 1977. [3]
- Eduardo Kac, Videotexts. 1985
- Shelley Jackson, Patchwork Girl, 1995
- Olia Lialina, My boyfriend came back from the war. 1996
- Belén Gache, Wordtoys, 1996-2003
- Yucef Merhi, Reloj poético. 1997
- Ana María Uribe, Anipoemas. 1998-2003
- Giselle Beiguelman, O Livro depois do Livro. 1999
- Eugenio Tisselli, Midipoet. 1999
- Tina Escaja, VeloCity. 2000
- Caterina Davinio, Acción Paralela-Bunker. 2001
- Caitlin Fisher, These Waves of Girls.[4] 2001
- María Mencía, Singing Other Birds' Songs. 2000-2001.
- Young-Hae Chang Heavy Industries, Artist's Stament No. 45.730.944 2002
- Gustavo Romano, IP Poetry. 2004
- Samira Almeida,[5] Frankie for kids. 2012
- Gabriela Golder, Rescate. 2012.
- Alan Bigelow, This Is Not A Poem. 2010
- Antonio Palacios Rojo, Mimeografías. 2010.
- Nick Montfort, #!. 2014
- Belén Gache, Sabotaje retroexistencial. 2015
- Élika Ortega. Bot Carrión. 2015
- Jason Nelson, A nervous system. 2015
- Marisol Mena Antezana (Chaska Kanchariq), Quechua.memes. 2015
- Carmen Gil Vroljik[5], Cuentos de la Manglería. 2016
- Frida Robles Ponce, Mi tía abuela. 2018
- Canek Zapata, Li Po 8888, 2018
- Yolanda de la Torre, Umbrales. 2015
- Horacio Warpola, Carcass. 2019[6]
- Marianne Teixido, Notas de Ausencia. 2020
- Carolina Villanueva Lucero, De ti a mí no hay distancia. 2017
- Camila Gormaz, Nanopesos. 2020
- Nadia Cortés, Desbordar/Filiaciones textuales, 2020